# Огерман, Клаус
Клаус О́герман (Claus Ogerman, имя при рождении — Klaus Ogermann; 29.4.1930, Ратибор, Силезия, ныне Рацибуж, Польша — 8.3.2016, Мюнхен) — американский аранжировщик, композитор и дирижёр германского происхождения.

## Очерк биографии и творчества
После окончания Второй мировой войны семья Огермана переехала из Силезии в Американскую оккупационную зону близ Нюрнберга. В Нюрнберге брал уроки игры на (академическом) фортепиано, изучал теорию музыки и основы дирижирования. В 1950-е гг. Огерман работал как аранжировщик и композитор (в том числе, писал киномузыку) для радио и телевидения. В 1959 эмигрировал в США. Работал в компании Verve Records и др. В 1960-е и 1970-е гг. выполнял аранжировки (ансамблевые и оркестровые) для американских и зарубежных эстрадных музыкантов, придавая их композициям профессиональный лоск. Также дирижировал оркестром на их аудиозаписях. Среди тех, кто тесно сотрудничал с Огерманом, Антониу Карлос Жобин, Жуан Жилберту, Оскар Питерсон, Билл Эванс, Вес Монтгомери, Джордж Бенсон, Билли Холидей, Фрэнк Синатра, Диана Кролл, Майкл Брекер, Барбра Стрейзанд.
Огерман также выступал как композитор, писал академическую и джазовую музыку, особенно активно начиная с 1970-х годов. Среди композиций «Some Times» (музыка балета, по заказу American Ballet Theatre), «Cityscape» (для саксофона с оркестром), «Симбиоз» (для фортепиано с оркестром), вокальный цикл «Песни Тагора» (записаны Бригиттой Фассбендер), «Лирический концерт» для скрипки с оркестром, 10 песен для хора без сопровождения на стихи Георга Хейма (1985), «Прелюдия и напев» для скрипки с оркестром (записаны Гидоном Кремером в 1982) и др.